# Ceres (thần thoại)

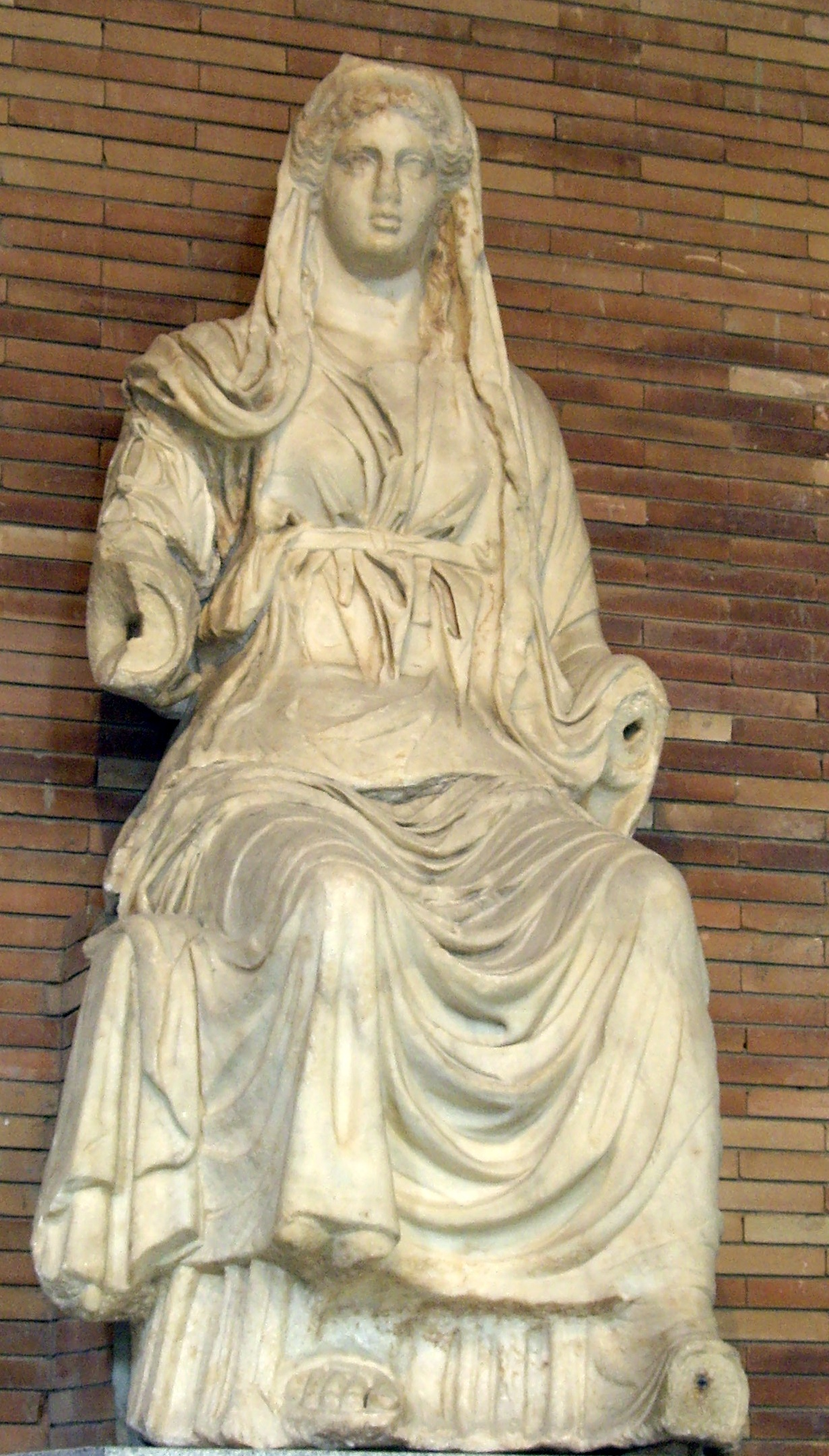
Ceres ngồi từ Emerita Augusta, nay là Mérida, Tây Ban Nha (Bảo tàng quốc gia nghệ thuật La Mã, thế kỷ 1 trước CN)

Trong tôn giáo La Mã cổ đại, Ceres (/ sɪəri ː z /, Latin: Ceres) là một nữ thần nông nghiệp, sinh sản và tình mẫu tử. Bà ban đầu là vị thần trung tâm ở Roma được gọi là người bình dân hoặc Aventine Triad, sau đó là kết hợp với Proserpina con gái trong điều mà người La Mã mô tả là "các nghi thức Hy Lạp của Ceres". Lễ hội bả ngày Cerealia dành cho bà bao gồm Ludi Ceriales phổ biến (trò chơi của Ceres). Bà cũng được vinh danh trong lễ tẩy uế cánh đồng tháng năm tại lễ hội Ambarvalia, thời gian thu hoạch, và trong suốt cuộc hôn nhân và tang lễ La Mã.
Ceres là người duy nhất của nhiều vị thần nông nghiệp La Mã được liệt kê trong số Di Consentes, các vị thần tương đương của La Mã so với Nhóm Mười vị thần Olympia của thần thoại Hy Lạp. Ceres tương đương với nữ thần Hy Lạp Demeter, có thần thoại đã được diễn giải lại cho Ceres trong nghệ thuật và văn học La Mã.